# Benifairó de les Valls
Benifairó de les Valls è un comune spagnolo di 2 137 abitanti situato nella comunità autonoma Valenciana.